# Спурок
Спурок (пол. Spórok, нім. Carmerau) — село в Польщі, у гміні Кольоновське Стшелецького повіту Опольського воєводства.
Населення — 588 осіб (2011).

## Демографія
Демографічна структура станом на 31 березня 2011 року:
|          | Загалом | Допрацездатний вік | Працездатний вік | Постпрацездатний вік |
| -------- | ------- | ------------------ | ---------------- | -------------------- |
| Чоловіки | 287     | 39                 | 208              | 40                   |
| Жінки    | 301     | 44                 | 200              | 57                   |
| Разом    | 588     | 83                 | 408              | 97                   |